# Französischer Revolutionskalender/Y6
Dies ist der Französische Revolutionskalender für das Jahr VI der Republik, das vom 22. September 1797 bis zum 21. September 1798 des gregorianischen Kalenders dauerte.